# Oporinia dayi
Oporinia dayi är en fjärilsart som beskrevs av Harris 1933. Oporinia dayi ingår i släktet Oporinia och familjen mätare. Inga underarter finns listade i Catalogue of Life.